# Hilton Acioli
Hilton Accioli (Nísia Floresta, 4 de outubro de 1939) é um geógrafo, cantor e compositor brasileiro de música popular.

## Biografia
Natural do Rio Grande do Norte, Accioli se mudou para São Paulo em 1956, quando tinha dezessete anos de idade.
Accioli formou-se em Geografia pela Universidade de São Paulo (USP) e iniciou a carreira artística como integrante do Trio Marayá, junto com Behring Leiros e Marconi Campos. Com este, ficou em primeiro lugar no Terceiro Festival Universitário da Música Popular Brasileira, com a música "Pra quê lagoa, se eu não tenho canoa".
Em 1968, compôs com Geraldo Vandré as canções "Ventania", "O Plantador", "João e Maria" e "Guerrilheira", todas gravadas por Vandré no álbum Canto geral. Nesse mesmo ano, fez acompanhamento instrumental para Vandré nas músicas "Companheira" e "Terra plana", gravadas no álbum Momento universitário volume II. Em 1979, fez os arranjos e regências para o álbum Eterno como areia, de Diana Pequeno.
Teve algumas de suas canções gravadas por Rolando Boldrin e Maria Odete.

## Lula lá
Em 1989, compôs "Lula Lá", jingle do então candidato a presidência da República Luiz Inácio Lula da Silva (PT). A música fez parte da peça publicitária de Lula com um coro com diversos artistas como Malu Mader, José Mayer, Chico Buarque, Marieta Severo, Gal Costa, Djavan, Beth Carvalho, Reginaldo Faria, dentre muitos outros.
A canção foi lançada no CD O som da estrela do PT, junto com outras nove também de sua autoria.